# Jan Kulesza
Jan Kulesza herbu Ślepowron – chorąży bielski w latach 1618–1638, wojski bielski w latach 1617–1618.
W grudniu 1625 roku był legatem królewskim na sejmik bielski.